# Sercówka drobna
Sercówka drobna (Parvicardium hauniense) – endemiczny gatunek małża z rodziny sercówkowatych (Cardiidae), najmniejszy małż Morza Bałtyckiego. Jest gatunkiem charakterystycznym dla płytkich, słonawych wód, występującym tylko wśród roślinności dennej zacisznych zatok Bałtyku o niskim zasoleniu. W polskich wodach Bałtyku występuje wyłącznie w Zatoce Puckiej, szczególnie w jej północnej części. Rzadko spotykany na nieosłoniętych brzegach. 
Delikatna muszla osiąga długość 8–10 mm. Jest niemal przezroczysta, mocno asymetryczna, z widocznymi na powierzchni promienistymi żeberkami w liczbie 23–26. Jej połówki łączy wysmukłe i bardzo długie wiązadełko. Sercówka drobna żyje 1–1,5 roku – najkrócej ze wszystkich małży Morza Bałtyckiego.